# Albedo 0.39
Albedo 0.39 é um álbum de Vangelis lançado em 1976. É um álbum conceptual sobre espaço e física espacial. Albedo 0,39 foi o segundo álbum produzido por Vangelis nos Estúdios Nemo, em Londres, que foi a sua base criativa até o final dos anos 1980s e foi seu primeiro álbum a atingir o Top 20 UK.
O título do álbum refere-se ao valor médio de Albedo do planeta Terra em 1976. No verso do LP havia a mensagem: "O poder de reflexão de um planeta ou outros corpos não-luminosos. Um refletor perfeito teria um Albedo de 100%. O Albedo da Terra é de 39%, ou 0,39."

## Músicas
1. "Pulstar "
2. "Mare Tranquillitatis"
3. "Freefall"
4. "Main Sequence"
5. "Sword of Orion"
6. "Alpha"
7. "Nucleogenesis (Primeira parte)"
8. "Nucleogenesis (Segunda parte)"
9. "Albedo 0.39"

- Todas as canções foram compostas e arranjadas por Vangelis.

## Músicos
- Vangelis - sintetizadores, teclados, bases, bateria, percussão.[2]
- Keith Spencer-Allen - engenheiro[2]